# 埃加 (宮相)
埃加（—641年），亦稱艾加（Ega）或埃瓜（Egua），法蘭克王國貴族，639年至641年間任紐斯特里亞與勃艮第宮相，達戈貝爾特一世最信任的顧問。

## 生平
埃加於629年起任紐斯特里亞宮相，638年兼任勃艮第宮相，輔佐達戈貝爾特一世。636年接替聖埃盧瓦（Saint Éloi）成為法蘭克王國首席大臣。639年，達戈貝爾特一世逝世後，與王太后南蒂爾德共同擔任幼主克洛維二世攝政，實際掌控紐斯特里亞與勃艮第政務。

### 統治政策
在克洛維二世統治的頭兩年，埃加出色地管理著王宮和王國，在紐斯特里亞的其他重要人物中表現得十分審慎，並且由於具有極大的耐心，表現優於所有人。他出身高貴，工作勤奮，正義伸張，語言優美，答辯準備充分：許多人誹謗他，只是指責他貪財。
埃加強硬打擊勃艮第地方貴族勢力，試圖削弱其自治權力，引發當地精英階層不滿。延續達戈貝爾特一世政策，支持教會改革，但未如前任聖埃盧瓦般積極介入修道院事務。

### 逝世與繼任
埃加於641年因患發燒而在克利希（Clichy）逝世。其死後勃艮第宮相由弗洛查德接任，繼續壓制地方派系；而紐斯特里亞貴族推舉厄奇諾德繼任宮相。現存史料未明確記載其家族關係，僅知埃加無直系子嗣記錄。

## 歷史評價
《弗萊德加編年史》稱其「以達戈貝爾之智囊自居，權勢凌駕紐斯特里亞諸臣」（Aega uero a citeris Neptrasiis consilio Dagoberti erat adsiduos），肯定其政治手腕，但亦批評其專斷作風激化中央與地方矛盾。